# René Ferlet
Pas d'image ? Cliquez ici
René Ferlet, né à Accolay (Yonne) le 22 janvier 1920 et mort le 9 avril 1989 à Montpellier, est un alpiniste qui participa en 1946 à la troisième ascension de l'éperon Walker sur la face Nord des Grandes Jorasses.

## Biographie
René Ferlet est né à Accolay, dans l'Yonne, en 1920. Avant la Seconde Guerre mondiale, il rencontre Pierre Allain sur les rochers de Fontainebleau. Engagé volontaire en 1939, il est incorporé dans une section d'éclaireurs-skieurs dans le Queyras puis est démobilisé en 1941. En 1943, il rencontre Lionel Terray à Chamonix avec qui il réalise une série d'ascensions dont la première ascension de la face nord-ouest directe du Peigne.
Dans les années d'après-guerre, il faisait partie des meilleurs grimpeurs de la forêt de Fontainebleau, autour du « maître » Pierre Allain. Ferlet s'est en particulier distingué en 1946 au Bas-Cuvier, en accomplissant la première escalade de la Marie-Rose, premier bloc de cotation 6a, dalle très convoitée par les « bleausards ». Pierre Allain fit la première répétition aussitôt après. À l'époque, la Marie-Rose fut cotée 6b, l'Angle Allain étant considéré comme le premier 6a (ouvert en 1935). Mais avec les progrès des chaussons d'escalade, ces deux passages historiques furent rabaissés d'un cran : l'Angle Allain à 5c et la Marie-Rose à 6a. Ils demeurent néanmoins des « passages obligés » fort respectés par les amateurs de bloc.
En 1951, René Ferlet dirige la première expédition française à la cordillère de Patagonie au cours de laquelle Lionel Terray et Guido Magnone réussissent la première ascension du Fitz Roy (le 2 février 1952). En 1953, il dirige l'expédition française qui gravit pour la première fois la face sud de l'Aconcagua ; lui-même va jusqu'au camp I mais doit interrompre sa participation après s'être blessé au dos. 
René Ferlet a été membre du Groupe de haute montagne, et de la Société des explorateurs français et secrétaire administratif du Club alpin français et de la Fédération française de la montagne et de l'escalade.

## Ascensions
- 1943 - Première ascension de la face nord-ouest de l'aiguille du Peigne avec Lionel Terray[2]
- 1945 - Tentative d'ascension à l'éperon Walker avec Pierre Allain et Guy Poulet[2]
- 1946 - Troisième ascension de l'éperon Walker avec Pierre Allain, Guy Poulet et Jacques Poincenot[2]
- 1946 - Seconde ascension de la face nord des Drus[2]
- Première traversée de l'aiguille Verte par l'arête sans Nom et l'arête du Jardin[2]

## Publications
- René Ferlet et Guy Poulet, Victoire sur l'Aconcagua, Flammarion, 1955, 247 p.
- René Ferlet, Guido Magnone et Maurice Herzog, Fitz Roy : expédition française aux Andes de Patagonie, 1951-52, impr. de Legrand et fils, 1953, 12 p.

## Filmographie
- 1947 : À l'assaut de la tour Eiffel